# Sembilang

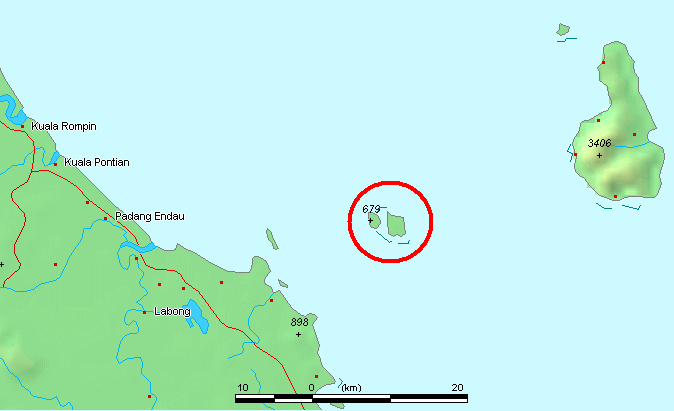
Sembilang is het linker eiland in de rode cirkel

Sembilang is een klein eiland ten oosten van het Maleisisch schiereiland.
Op het eiland werd in 2000 de eerste editie van het televisieprogramma Expeditie Robinson gehouden.